# Czesław Gąsiorkiewicz
Czesław Gąsiorkiewicz (ur. 13 kwietnia 1897, zm. przed 1970) – oficer intendent Wojska Polskiego II RP i Polskich Sił Zbrojnych.

## Życiorys
Urodził się 13 kwietnia 1897. Po odzyskaniu przez Polskę niepodległości został przyjęty do Wojska Polskiego. Został awansowany do stopnia porucznika rezerwy administracji dział gospodarczy ze starszeństwem z dniem 1 czerwca 1921. W 1923, 1924 był przydzielony do Okręgowego Zakładu Gospodarczego VII jako oficer nadetatowy, zatrzymany w służbie czynnej, Komisji Gospodarczej 25 pułku artylerii polowej. W 1928 był oficerem Rejonowego Zakładu Żywnościowego w Kaliszu. Został zweryfikowany w stopniu porucznika zawodowego administracji dział gospodarczy ze starszeństwem z dniem 1 czerwca 1921. W 1932 był oficerem służby administracyjnej pułku radiotelegraficznego w Warszawie. Z dniem 15 sierpnia 1933 został przeniesiony do korpusu oficerów intendentów. Na stopień kapitana został mianowany ze starszeństwem z 19 marca 1939 i 73. lokatą w korpusie oficerów intendentów. W tym czasie pełnił służbę w Generalnym Inspektoracie Sił Zbrojnych na stanowisku referenta Referatu Rachunkowo-Kasowego.
Po wybuchu II wojny światowej został oficerem Polskich Sił Zbrojnych. Po wojnie pozostał na emigracji w Wielkiej Brytanii. W Edynburgu był jednym z zasłużonych działaczy na rzecz Skarbu Narodowego, za w 1954 otrzymał okolicznościowy dyplom. Zmarł w latach 60.

## Ordery i odznaczenia
- Krzyż Kawalerski Orderu Odrodzenia Polski (2 maja 1956, przyznany przez Prezydenta RP na uchodźstwie za zasługi w pracy społecznej i niepodległościowej)[14]
- Srebrny Krzyż Zasługi[1]